# Haplidia caesarina
Haplidia caesarina är en skalbaggsart som beskrevs av Edmund Reitter 1902. Haplidia caesarina ingår i släktet Haplidia och familjen Melolonthidae. Inga underarter finns listade i Catalogue of Life.